# أوتورا
بلدية أوتورا (بالإسبانية: Otura) هي بلدية تقع في مقاطعة غرناطة التابعة لمنطقة أندلوسيا جنوب إسبانيا.

## الديموغرافيا
بلغ عدد سكان بلدية أوتورا 6.747 نسمة عام 2011 (وفقاً للمعهد الوطني الإسباني للإحصاء).
| 3.499 | 4.058 | 4.777 | 5.439 | 5.883 | 6.423 | 6.747 |